# Сельское поселение «Усть-Наринзорское»
Се́льское поселе́ние «Усть-Наринзорское» — муниципальное образование в Сретенском районе Забайкальского края Российской Федерации.
Административный центр — село Усть-Наринзор.

## История
Статус и границы сельского поселения установлены Законом Читинской области от 19 мая 2004 года «Об установлении границ, наименований вновь образованных муниципальных образований и наделении их статусом сельского, городского поселения в Читинской области».
Закон Забайкальского края от 25 декабря 2013 года № 922-ЗЗК «О преобразовании и создании некоторых населенных пунктов Забайкальского края»:

## Население
| 2010 | 2011 | 2012 | 2013 | 2014 | 2015 | 2016 |
| ---- | ---- | ---- | ---- | ---- | ---- | ---- |
| 620  | ↘616 | ↘606 | ↘592 | ↘591 | ↘563 | ↘558 |
| 2017 | 2018 | 2019 | 2020 | 2021 |      |      |
| ↘533 | ↘524 | ↘515 | →515 | ↗530 |      |      |

## Состав сельского поселения
| № | Населённый пункт | Тип населённого пункта       | Население |
| - | ---------------- | ---------------------------- | --------- |
| 1 | Делюн            | село                         | ↘56       |
| 2 | Кокертай         | село                         | ↘2        |
| 3 | Наринзор         | село                         |           |
| 4 | Усть-Наринзор    | село, административный центр | ↘462      |